# Прядка Володимир Михайлович
Володи́мир Миха́йлович Пря́дка (нар. 4 березня 1942, с. Ходорів Миронівський район Київська область) — художник монументально-декоративного мистецтва, педагог. Автор значних творів монументально-декоративного розпису, мозаїчного та скульптурного рельєфів, вітражів з литого скла, тематичних гобеленів. Творчу роботу Володимира Прядка органічно поєднує з громадською: виступає на радіо, телебаченні, у пресі.

## Біографія
- Народився 4 березня 1942 року в с. Ходорів Миронівського району Київської області.
- 1966 закінчив Київський державний художній інститут за спеціальністю «Скульптура».
- 1966—1992 Київський комбінат монументально-декоративного мистецтва, художник-монументаліст.
- 1992—2005 голова Спілки майстрів народного мистецтва України. (1998 — Спілці надано статус Національної).
- 1997—2005 головний редактор журналу «Народне мистецтво».
- 2001—2004 член-кореспондент Академії мистецтв України.
- Дійсний член (академік) Національної академії мистецтв України (2004)
- Народний художник України (1996)[1]
- Член Національної спілки художників України та Національної спілки майстрів народного мистецтва України.
- Посада: професор кафедри художніх основ декоративно-прикладного мистецтва Київської державної академії декоративно-прикладного мистецтва і дизайну ім. М. Бойчука.

## Нагороди і премії
- лауреат Національної премії України ім. Тараса Шевченка (1998)[2]
- Нагороджений орденом «За заслуги» ІІІ ступеня (2002)
- Нагороджений почесною Грамотою Ради Міністрів України (1982).

## Основні твори

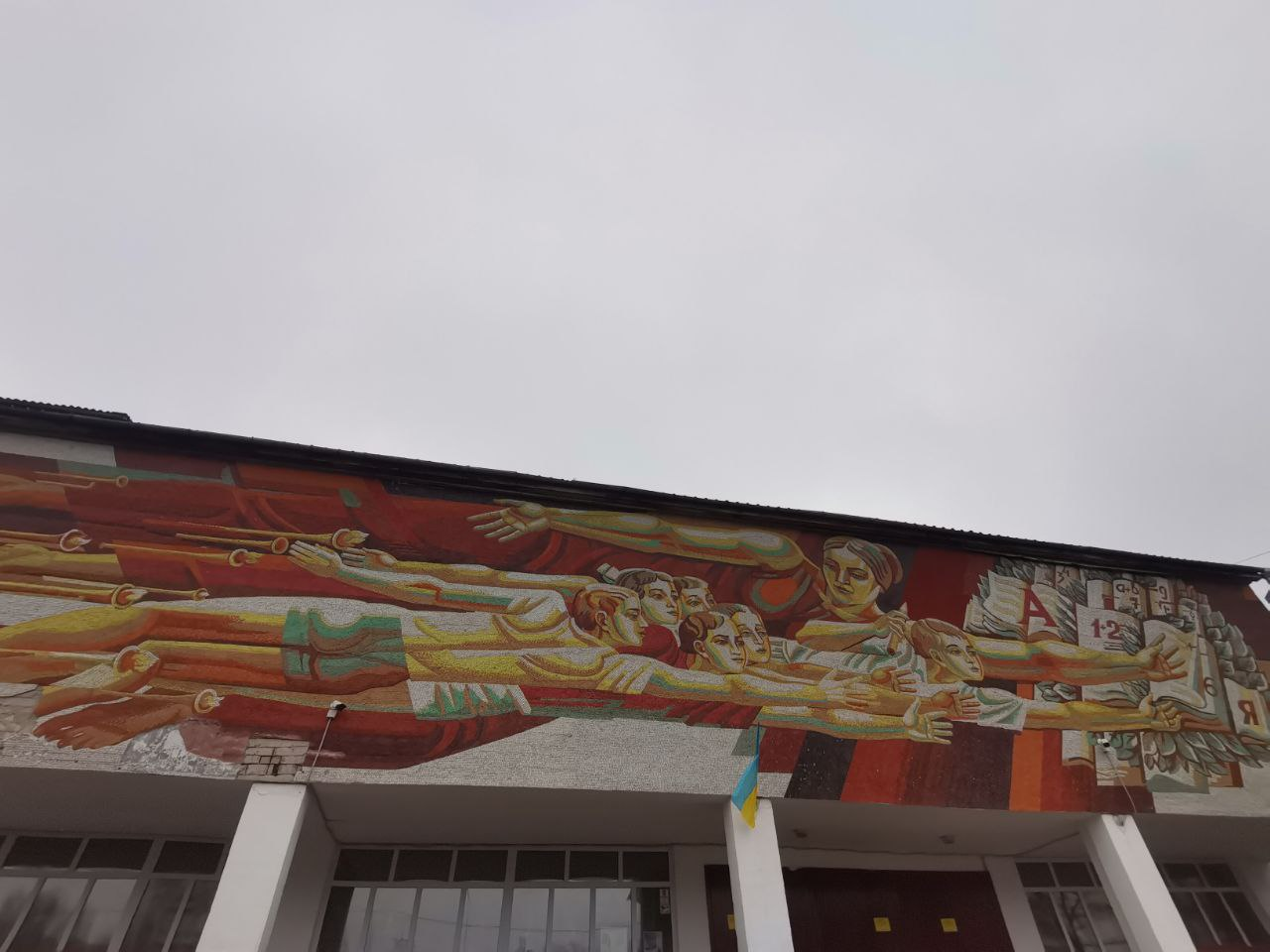
«До знань» (на фасаді школи Вигурівщина-Троєщина).
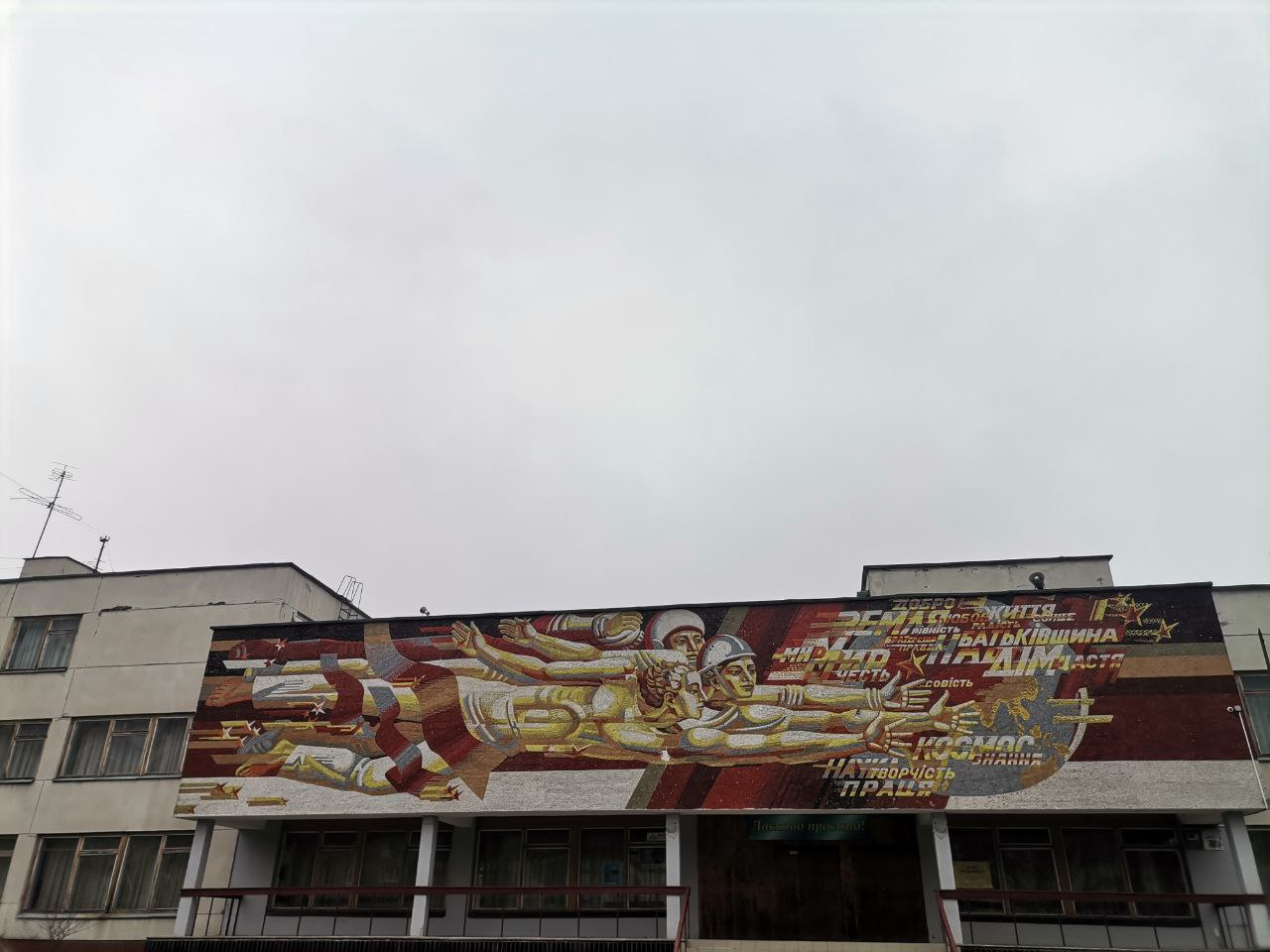
«До світла» (на фасаді школи Вигурівщина-Троєщина).
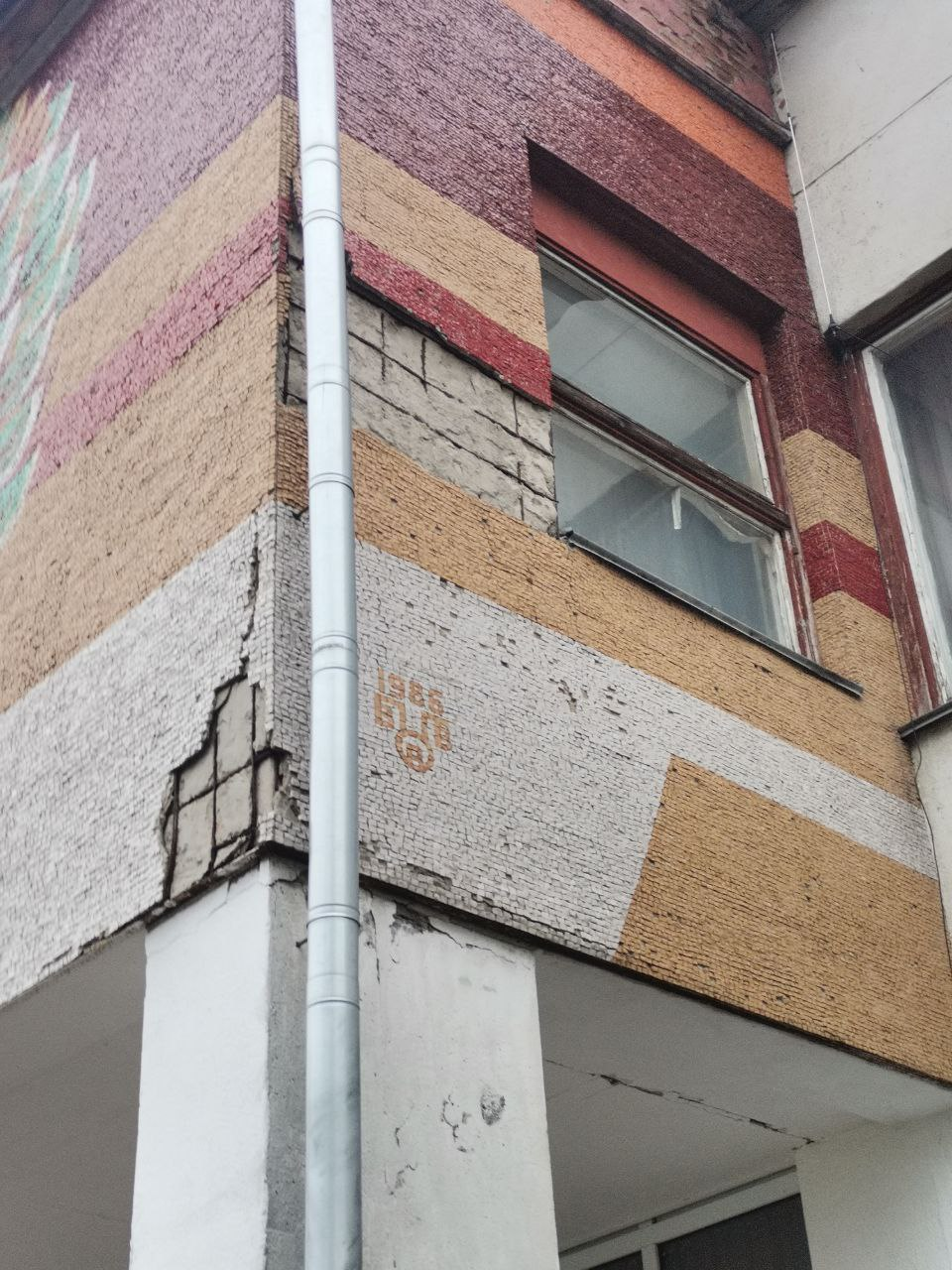
Автограф авторів, «До знань»
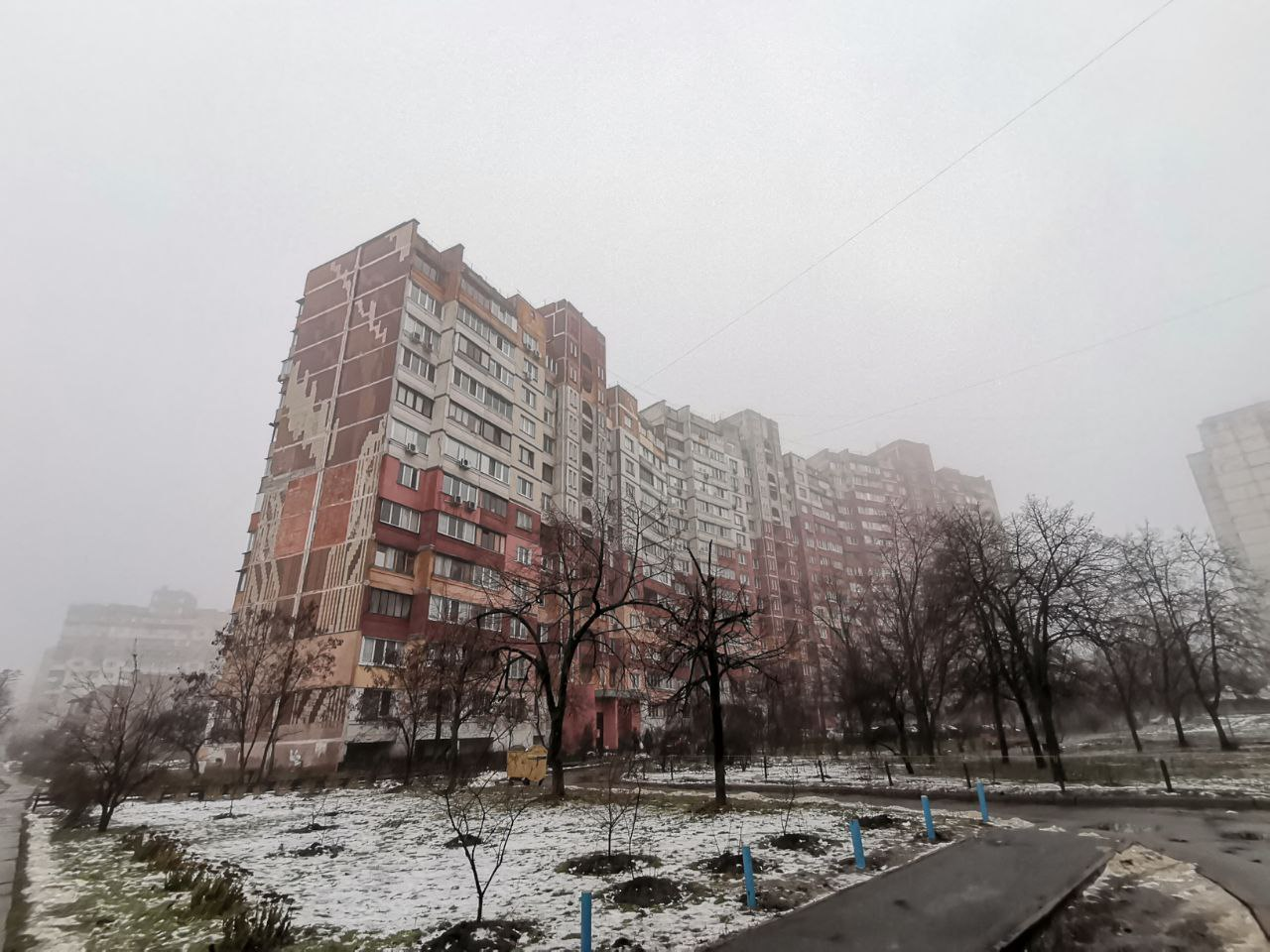
Кольорове вирішення будинку серії Т, Троєщина-1, вулиця Рейгана, 3

- мозаїчний рельєф «Сонце кохання»
- гобелен «Гімн життю»
- вітраж «Сім'я і Батьківщина» (Палац урочистих подій, м. Олександрія, 1968—1970)
- гобелени «Русь» та «Світанок революції» (1978)
- гобелен «Легенда про Кия» (Музей історії Києва, 1982)
- гобелен «Історія землі Черкаської» та «Слава Черкащини» (1984)
- гобелен «Київ — місто-герой» (1985)
- кольорове вирішення мікрорайону Троєщина (Київ, 1985) у співавторстві з Пасивенко Володимир Іванович
- «До знань», «До світла» на фасадах шкіл м/р «Вигурівщина-Троєщина». У співавторстві з: Пасивенко Володимир Іванович, Владимирова Олена Іванівна[3]
- монументально-декоративний розпис плафона вестибюля ЦНБ ім. В. Вернадського (1988—1989)
- килими «Українська ніч», «Солов'ї»
- керамічне панно «Золотоверхий Київ»
- гобелени «Давній Київ», «Чигирин», «Батурин», «Глухів» (Палац «Україна», Київ, 1995—1996)
- монументальний розпис мурів, дияконника, північної стіни та підбанника Варваринського приділу
- 10 ікон для фасаду Михайлівського Золотоверхого собору (1998—2000)
- серія ікон для Андріївського та Преображенського іконостасів Успенського собору Києво-Печерської лаври (2003)
- ескізний проект та картони монументально-декоративного розпису в інтер'єрі Національної спілки майстрів народного мистецтва (у співавторстві, 2003)
- ікони «Розп'яття Ісуса Христа з ангелами», «Розп'яття Апостола Андрія», «Розп'яття Апостола Петра» (2004)
- «Кирило Кожум'яка» (Київський ляльковий театр, 2005—2006)
- «Зиновій-Богдан Хмельницький — гетьман всієї Руси-України» (2005)

## Зображення

Барельєф на фасаді будівлі Радіофізичного факультету Київського університету з цитатами з віршів українських поетів Т. Шевченка та П. Тичини (частина барельєфної композиції «Підкорення простору» (автори — А. Григоров, М. Машко, В. Прядка, А. Гайдамака, 1975–1979 роки)
Мозаїчне панно на будинку № 23 на проспекті Перемоги у Києві (художники В. Прядка та І. Литовченко, 1960–70-ті роки)